# مارتا بلومستيدت
مارتا بلومستيدت (بالإنجليزية: Märta Blomstedt) (1899–1982) هي مهندسة معمارية وأحد القوى الدافعة للعمارة الوظيفية الفنلندية. بالشراكة مع زوجها بولي بلومستيدت. بعد وفاة زوجها، شكلت في البداية شركة مع ماتي لامبين لإكمال مشاريع زوجها. في وقت لاحق، شكلت مع لامبين شركة لتصميم إبداعاتهم الخاصة.
صممت جميع جوانب مبانيها بما في ذلك المفروشات، والتي وضحت في أحد أكثر تصاميم بلومستيدت ولامبين شهرة في فندق أولانكو. خلال الحرب عملت الشركة على مشاريع التجديد والترميم للمباني القائمة، ولكن في نهاية الحرب عادوا إلى تصاميمهم الخاصة. بالإضافة إلى المباني، كانوا مسؤولين عن خطط مدينة أوتوكومبو، فنلندا. وأنشأوا مباني عامة وخاصة في المدن. عندما توفي لامبين عملت مارتا شراكة مع أولي بنتيلا واستمرت في العمل حتى السبعينيات.

## حياتها
ولدت مارتا إليزابيث أديلايد فون ويلبراند في 8 يونيو 1899 في توركو بدوقية فنلندا الكبرى، والإمبراطورية الروسية لبيرثا ماتيلدا (ني هوفستيدت) ورينهولد ألكسندر فون ويلبراند. درس فون ويلبراند الهندسة المعمارية في جامعة هلسنكي للتكنولوجيا وتخرجت كمهندس معماري في عام 1922.درست الوظيفية الحديثة الجديدة التي ركزت في فنلندا على فصل هيكل المبنى عن الواجهة ووضعه في بيئة صحية تشبه المنتزه مليئة بالهواء والضوء.في عام 1924، تزوجت من زميلها الطالب والمهندس المعماري بولي بلومستيدتوأنجبت طفلهما الأول بينيتا (1924-2016). بين عامي 1924 و1929 أكملت دراستها في الخارج في إيطاليا وفرنسا.